# 蘇利文兄弟

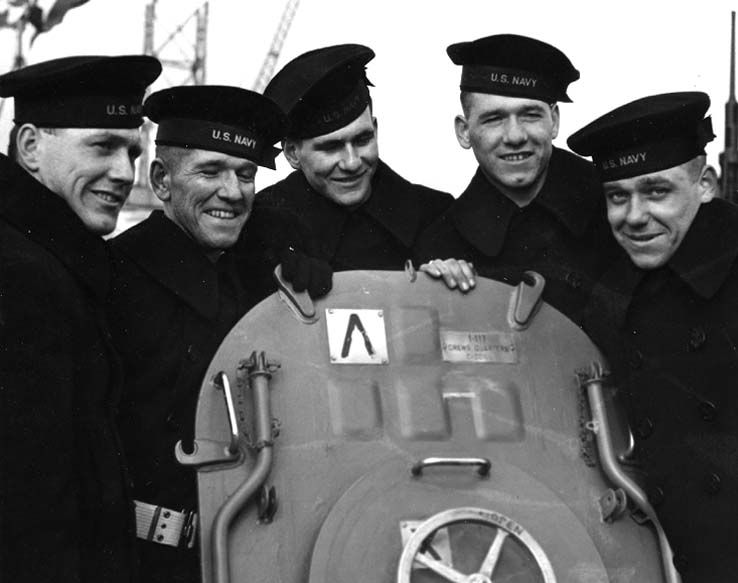
蘇利文兄弟在朱諾號上的合照。從左至右：喬、法蘭克、艾爾、麥特以及喬治。

蘇利文五兄弟是第二次世界大戰期間，同時在美國海軍亚特兰大级轻巡洋舰朱諾(CL-52)號上服役的五兄弟。1942年11月13日，在瓜達爾卡納爾島戰役中該艦沉沒而全數陣亡。
五兄弟為住在美國愛荷華州的托馬斯（Thomas Sullivan，1883-1965）以及艾萊塔（Alleta Sullivan，1895-1972）夫婦之子。分別為：
- 喬治·托馬斯·蘇利文（George Thomas Sullivan），生於1914年12月14日，炮械二等兵，1941年5月晉升至下士，陣亡時27歲。
- 法蘭西斯·亨利·「法蘭克」· 蘇利文（Francis Henry "Frank" Sullivan），生於1916年2月18日，舵手，1941年5月晉升至下士，陣亡時26歲。
- 約瑟夫·尤金·「喬」·蘇利文（Joseph Eugene "Joe"  Sullivan），生於1918年8月28日，二等兵，陣亡時24歲。
- 麥迪森·阿貝爾·「麥特」·蘇利文（Madison Abel "Matt" Sullivan），1919年11月8日出生，二等兵，陣亡時23歲。
- 阿爾伯特·利奧·「艾爾」·蘇利文（Albert Leo "Al" Sullivan），1922年7月8日出生，二等兵，陣亡時20歲。

## 歷史

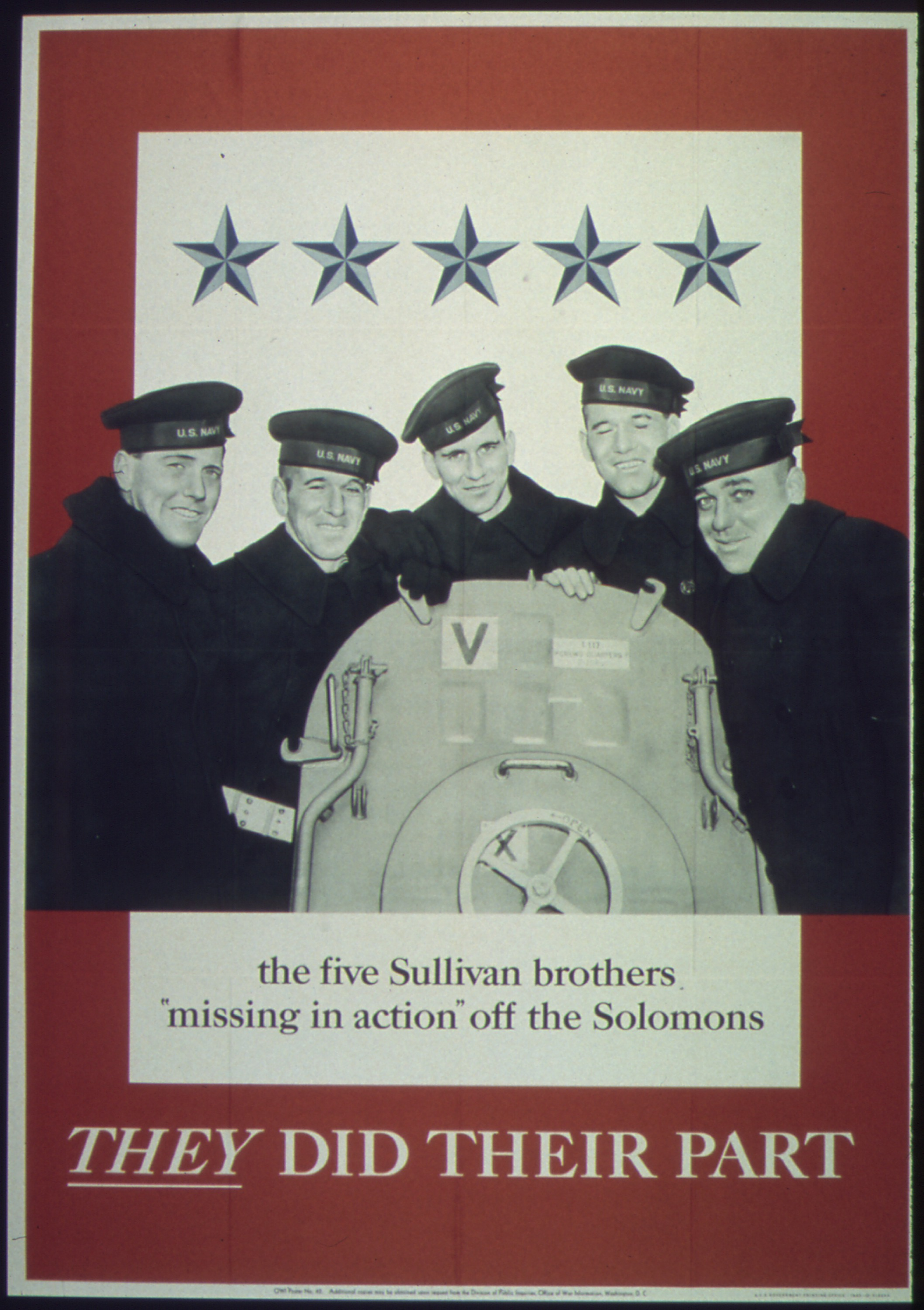
以蘇利文兄弟為特色的戰時海報

蘇利文兄弟於1942年1月3日入伍美國海軍，要求在同一單位服役。海軍一直有兄弟姐妹分配到不同單位的政策，但這並沒有嚴格執行。喬治和法蘭克有在於1937年11月開始在海軍服役四年的經歷。所有五人都被分配到朱諾號輕型巡洋艦。
朱諾號在1942年八月參與了長達數月的瓜達爾卡納爾島戰役。1942年11月13日清晨與日軍交戰，被日軍一枚魚雷擊中而撤退。朱諾號前往所羅門群島附近的聖靈島（盟軍控制區域）時，再次被日軍伊號第二十六潛艦發射的魚雷擊中，朱諾號發生劇烈爆炸，斷成兩截，20秒後沉沒，可能是彈藥庫被擊中。
海倫娜號輕巡洋艦的艦長吉爾伯特C.胡佛是美軍艦隊在場最高階的軍官，他猜測朱諾號不會有任何生還者，為避免已經受損的艦隊持續暴露在潛伏在該海域的日本潛艇的攻擊範圍內，因此命令艦隊先行前往聖靈島。海倫娜號並且向附近的美國B-17轟炸機發出訊號，通知盟軍總部派飛機或船隻去搜尋倖存者。
其實朱諾號有大約100名船員在魚雷攻擊中倖免於難，漂流在海上。B-17轟炸機機組人員奉命保持無線電靜默，因此並沒有將關於尋找倖存者的信息立即傳給總部，而是到幾個小時降落後才將訊息轉給盟軍總部。關於朱諾號船員倖存者大約位置的報告當時與其他的文書工作混在一起，並被忽略了好幾天。直到幾天之後，總部的工作人員才意識到從未執行過搜救，命令飛機開始搜尋該地區。朱諾號的倖存者中許多人嚴重受傷，在此期間他們暴露於飢餓，乾渴，以及遭到鯊魚反覆的襲擊。
朱諾號沉沒八天後，一架PBY卡特琳娜水上飛機發現十位倖存者並從海上救援成功。根據倖存者的報告指出，法蘭克，喬和麥特當場陣亡，艾爾在第二天溺死，喬治則倖存了四五天後，因高鈉血症導致精神錯亂（儘管一些消息來源稱他是因為兄弟的陣亡，在極度悲傷下而發瘋）而跳船失蹤。
基於保密需要，海軍並未透露朱諾號以及其他船隻的損失。而蘇利文夫婦不再收到兒子的來信，也越來越擔心，這促使艾萊塔·蘇利文在1943年1月寫信給海軍人員局，並引用倖存者聲稱所有五兄弟都陣亡的消息。
羅斯福總統在1943年1月13日回信給蘇利文夫婦，表示五兄弟失蹤，而前一天已經有三位軍官上門通知蘇利文夫婦他們陣亡的消息。兄弟們留下了一位姊姊吉娜維芙（Genevieve，1917-1975）。艾爾留下了妻子凱瑟琳以及兒子吉米。喬留下了一位名叫瑪格麗特·雅羅斯（Margaret Jaros）的未婚妻，而馬特有一位名叫比阿特麗斯·伊莫霍羅（Beatrice Imperato）的未婚妻。“蘇利文五兄弟”成為民族英雄。教宗庇護十二世贈與了夫婦一個銀色的宗教獎牌和念珠、以及慰問的信函。愛荷華州參議院和眾議院通過了向蘇利文兄弟致敬的正式決議。
蘇利文夫婦後來在軍艦製造工廠發表演說。而後，艾萊塔參加了以兒子們命名的蘇利文驅逐艦(DD-537)的下水典禮。

## 影響

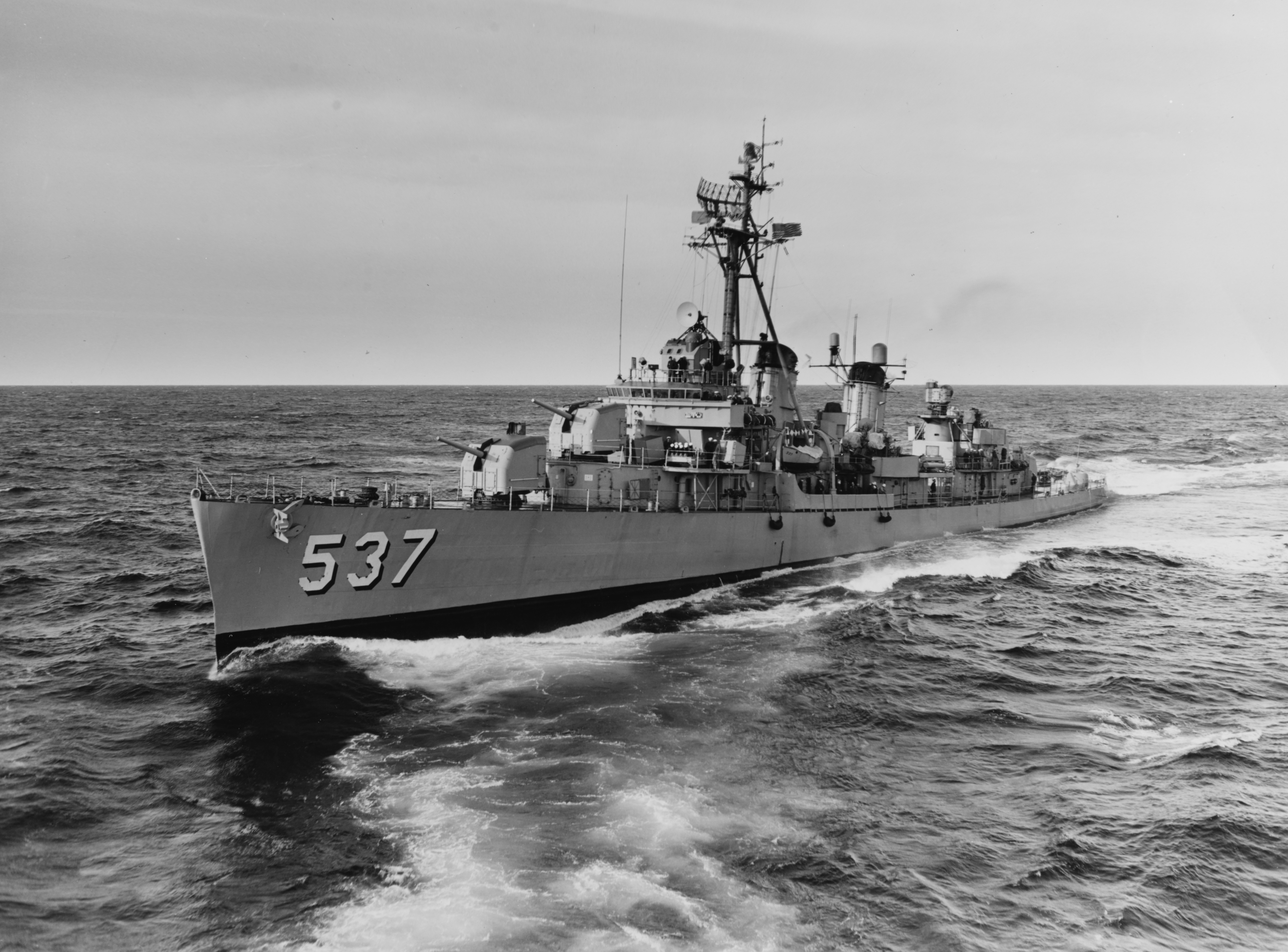
1962年的蘇利文 DD-537 號

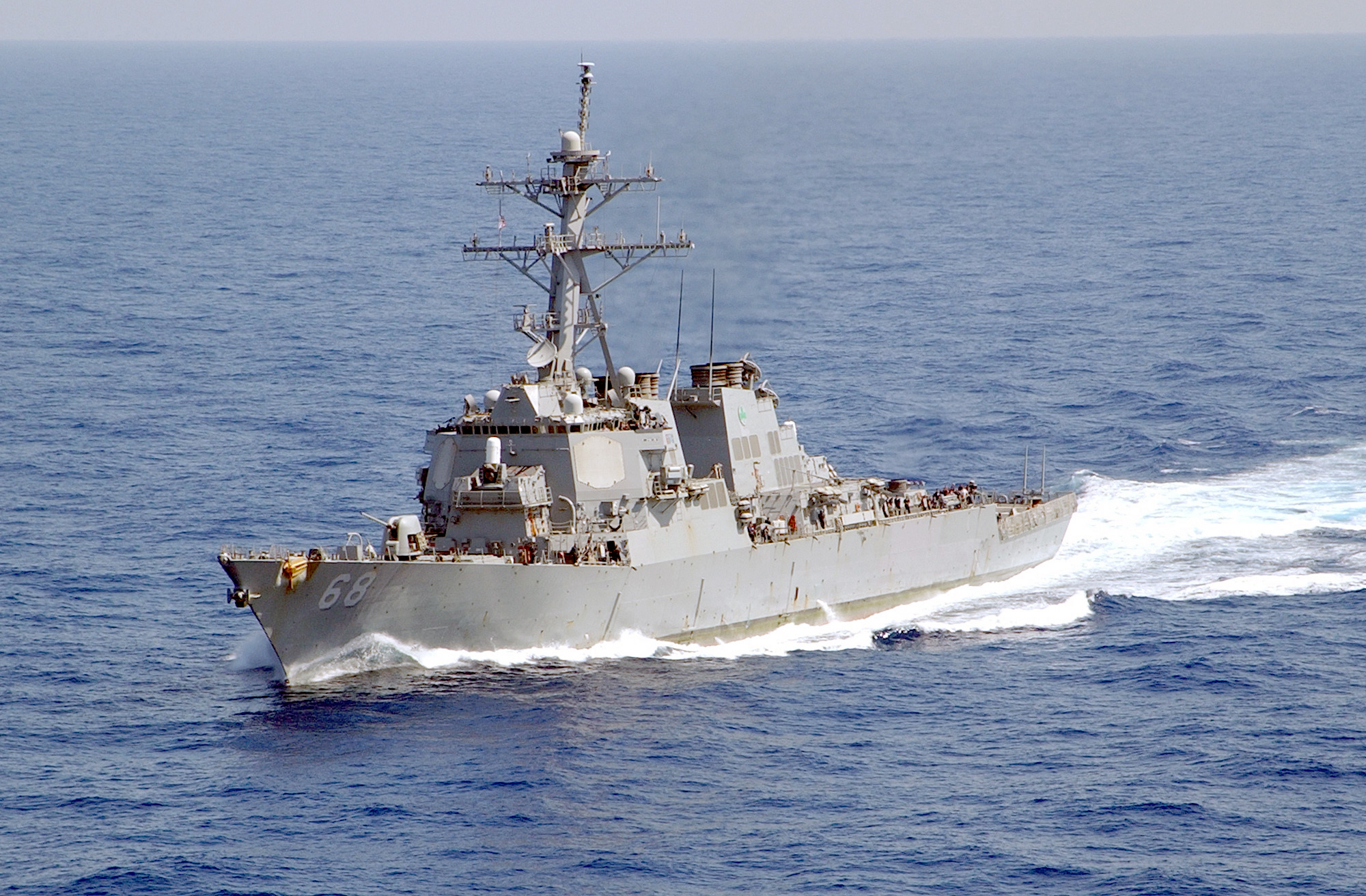
美國海軍蘇利文兄弟號驅逐艦 (DDG-68)，配有導彈的阿利·伯克級驅逐艦

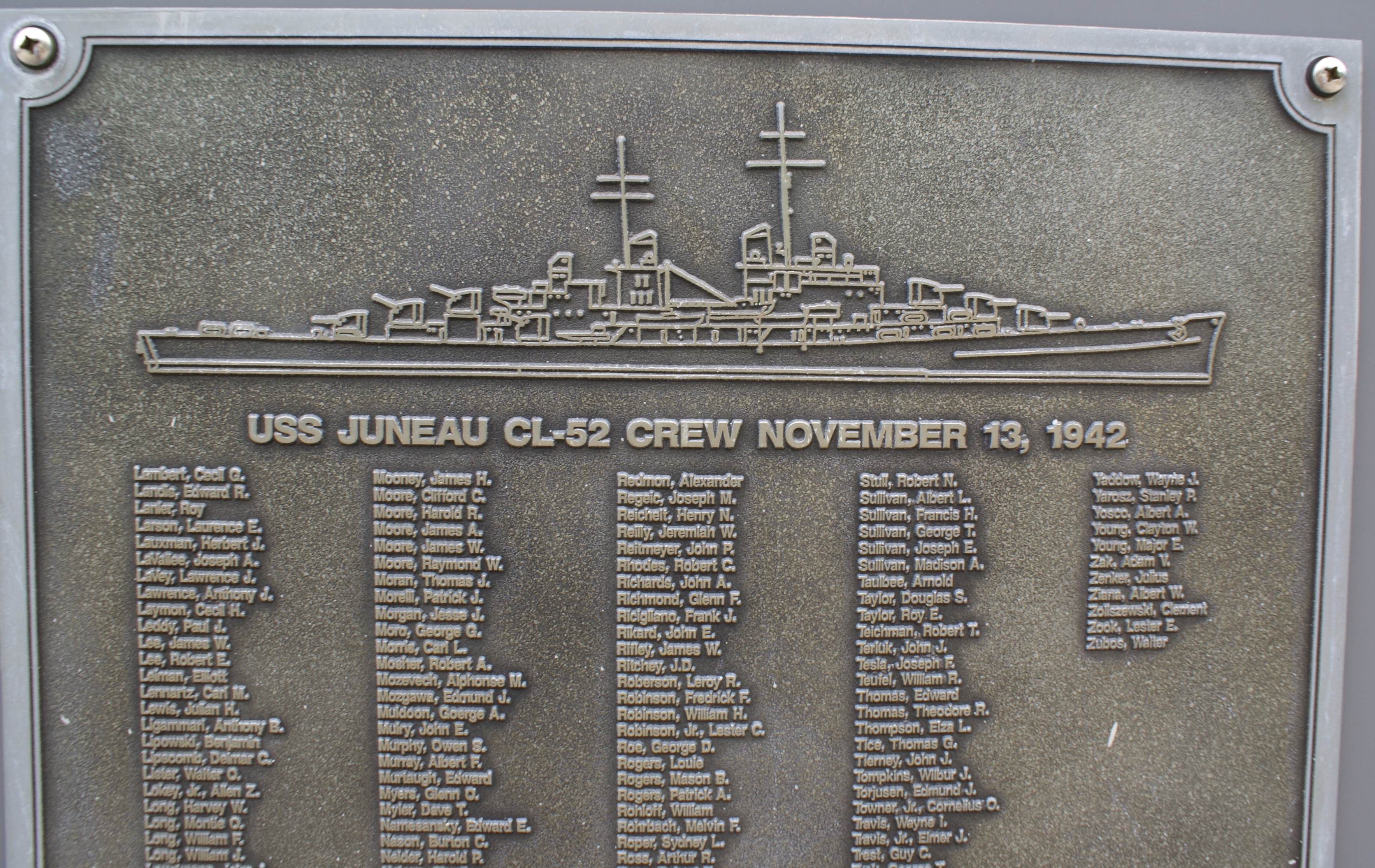
阿拉斯加朱諾遊船碼頭上的朱諾號-52船員紀念碑，其中包括蘇利文五兄弟

- 蘇利文兄弟事件的直接結果（包括兩年後在幾個月內相繼陣亡的博格斯特羅姆四兄弟（英语：Borgstrom brothers）），美國國防部通過了僅存者政策。[5]1998年的電影搶救雷恩大兵是以尼蘭兄弟的故事為背景，而僅存者政策促成了搶救倖存的尼蘭兄弟的行動。[6][7]

- 蘇利文兄弟的故事被拍成了1944年的電影《蘇利文》（後來改名為沙利文的戰爭（英语：The Fighting Sullivans））。

- 位於愛荷華滑鐵盧的博物館為了紀念蘇利文兄弟在二次大戰中的犧牲而建立了一個展覽廳。該展覽廳於2008年竣工。2008年11月15日隆重開幕。這座價值1150萬美元的先進設施旨在發揚愛荷華州退伍軍人歷史和服務的保護作用，並成為研究和開發的設施，以及家譜研究。[8]

- 美國海軍有兩艘以蘇利文命名的驅逐艦，舷號分別為DD-537（英语：USS The Sullivans (DD-537)）以及DDG-68。DD-537是第一艘以不止一人命名的美國海軍艦艇。兩艦的座右銘是「我們堅持在一起」。[9]五兄弟的母親為第一艘軍艦命名，艾爾的兒子曾在上面服役。第二艘軍艦則由艾爾的孫女Kelly Ann Sullivan Loughren命名。[10]

- 湯瑪士和艾萊塔蘇利文夫婦為了戰爭債券的宣傳而巡迴演說，並提到他們的兒子們都沒有白白犧牲。[11]五兄弟唯一的姊姊Genevieve，曾在美國志願緊急服役婦女隊（英语：WAVES）服務。她的男友在珍珠港事變中陣亡，男友的去世促使她的兄弟們加入海軍。[12]

- 愛荷華州滑鐵盧1988年將一個會議中心改名為「蘇利文五兄弟會議中心」。該會議中心改建後，於2021年5月更名為滑鐵盧會議中心，面對著蘇利文兄弟廣場。[13][14]該市有以他們命名的街道和公園。該公園留有許多當地居民童年的回憶。[15][16]

- 蘇利文兄弟不是唯一在同個軍艦上服役的兄弟水兵。當時至少有三十組親兄弟，包括康乃狄克州紐哈芬市的四位羅傑斯兄弟。在薩沃島海戰之前，羅傑斯兄弟中的兩個被轉到其他司令部。根據朱諾號倖存者說，如果朱諾號安全返回港口，至少有兩位沙利文兄弟也會調到其他船艦服務。[1]

- 在日本神奈川縣橫須賀市有一所以蘇利文兄弟命名的美國國防部附屬學校。[17] 搖滾樂團Caroline's Spine（英语：Caroline's Spine）製作了一首"Sullivan"來紀念蘇利文兄弟。[18]

- 蘇利文協會是一個退伍軍人組織，他們都在以蘇利文兄弟命名的美國海軍軍艦上服役過，他們於2011年9月25日在愛荷華州的滑鐵盧進行了重聚。與會者聚集在蘇利文公園，參觀了加略山公墓，在蘇利文兄弟的父母和姐姐的墳墓上獻花，並參觀了這個家庭所居住的社區。[19]